# Holzhausen (Porta Westfalica)
Holzhausen (bis 1972 Holzhausen an der Porta, früher auch Holzhausen I) ist einer von 15 Ortsteilen der 1973 gegründeten Stadt Porta Westfalica im Kreis Minden-Lübbecke des Regierungsbezirks Detmold in Nordrhein-Westfalen.

## Geographie
Holzhausen liegt südlich des Weser- und Wiehengebirges und östlich der Weser.
Im Norden grenzt Holzhausen an die Stadtteile Hausberge und (durch die Weser getrennt) an Barkhausen, im Osten an Veltheim und Möllbergen, im Westen an Costedt, Vennebeck und Holtrup und im Süden an Vlotho - Uffeln, welches dem Kreis Herford angehört.

## Geschichte
Erstmals wurde Holzhausen 1099 in einer Urkunde namentlich als Holthusum erwähnt. Die Besiedlungsgeschichte reicht aber weiter zurück bis in germanische Zeiten, u. a. wird davon ausgegangen, dass das Flurstück „Schnakenborn / Am Jungfernholz“ eine Opferstätte der Cherusker gewesen ist. Hier soll sich ein Brunnen befunden haben (Born= Quelle, frisches Wasser), der die umliegenden Höhe mit Wasser versorgte und jahrhundertelang war dort ein Wasch- und Leinenbleicheplatz.
Holzhausen gehörte bis zu den Napoleonischen Kriegen zur Vogtei Übernstieg im Amt Hausberge des Fürstentums Minden. Von 1807 bis 1813 gehörte der Ort zum Kanton Hausberge des napoleonischen Satellitenstaats Königreich Westphalen. Holzhausen kam 1816 zum neuen Kreis Minden und dort zu dessen Amt Hausberge. Zur Unterscheidung von der gleichnamigen Gemeinde im Amt Hartum des Kreises hieß die Gemeinde seitdem Holzhausen I. Die Gemeinde im Amt Hartum erhielt den Namen Holzhausen II. In den 1930er Jahren wurde der Name von Holzhausen I in Holzhausen an der Porta geändert.
Bevor die Gemeinde Holzhausen an der Porta bei der kommunalen Neugliederung am 1. Januar 1973 Teil der Stadt Porta Westfalica wurde, hatte sie eine Fläche von 8,92 km² sowie 3611 Einwohner (31. Dezember 1972).
Am 31. Dezember 2020 hatte Holzhausen 4282 Einwohner.

### Geologische Einordnung
Die Gemarkung Holzhausen ist Teil einer Eiszeitlandschaft, die aus gewaltigen Aufschüttungen von Kies und Sand besteht. Beim Abschmelzen der Gletschermassen bildeten sich Seen, und die Weser suchte sich den Weg durch die Porta. Wie die Porta Westfalica entstand, ist unter Geologen umstritten. Es wird angenommen, dass sich an der Südseite des Gebirges ein gewaltiger Stausee befand, der sich von Hameln bis zur Porta erstreckte. Bevor der Durchbruch an der Porta erfolgte, führte der Weserverlauf in Richtung Osnabrück. Warum sich das Wasser gerade hier die Bahn durch das Gebirge gebrochen hat, bleibt weitgehend ungeklärt. Ob das Gebirge lediglich an dieser Stelle weicheres Gestein aufwies, oder ob vielleicht innererdliche Vorgänge wie Erdbeben oder Gesteinsauflockerungen den Durchbruch ermöglichten, ist strittig.
Als sich das Wasser jedoch erst einmal einen Durchbruch verschafft hatte, sorgte seine Erosionskraft dafür, dass dieser auch erhalten blieb. So hatte der Stausee einen Abfluss und der Wasserspiegel sank langsam ab. Die Porta hatte anfangs bei weitem noch nicht ihre heutige Breite. Diese erreichte sie erst nach und nach durch Abwaschungen und Abschwemmungen. In der jüngsten Eiszeit blieb unsere Heimat eisfrei. An beiden Seiten der Weser bildete sich in der Niederung eine durchgehende Auelehmdecke. Die Niederung wurde früher bei Hochwasser regelmäßig überschwemmt. So entstand die fruchtbare Masch, die schon früh ackerbaulich genutzt wurde.

### Erste Besiedlung
Älteste Zeugnisse einer Besiedlung sind die zahlreichen Funde von Faustkeilen, Steinbeilen und Arbeitsgeräten aus Geweihstangen. Diese Funde stammen aus der Steinzeit ca. 3.000 vor Christi. All diese Funde lassen darauf schließen, dass die hier lebenden Menschen ihren Lebensunterhalt als Jäger, Fischer und Sammler bestritten. Um 1800 vor Chr. (Bronzezeit) kamen Germanenstämme aus Schweden, Norwegen und Dänemark. Diese hatten bereits Werkzeuge aus Bronze. Auch verstanden sie sich bereits aufs Spinnen und Weben.
Auf ihren Zügen unter Germanicus 14 bis 16 n. Chr. zogen die Römer durch das Gebiet. 16 n. Chr. fand die Schlacht bei Idistaviso statt. Wo genau sich diese Schlacht abgespielt hat, bei der sich die beiden feindlichen Brüder Arminius und Germanicus als Heerführer gegenüberstanden, ist unter Geschichtsforschern sehr umstritten. Orte von Rinteln bis Nienburg werden genannt. Wo der Stamm der Cherusker verblieben ist, bleibt ungeklärt. An den auf germanischer Seite kämpfenden Arminius (oder auch Hermann) erinnert das Hermannsdenkmal im Teutoburger Wald bei Detmold, welches 19. Jahrhundert unter Leitung Ernst von Bandels errichtet wurde.

### Das Bistum Minden und die Holzhauser Mark
Etwa seit 500–600 n. Chr. gibt es wahrscheinlich eine Besiedlung, die den Namen Holzhausen bzw. Holthusen trägt. Dafür gibt es zwar keine Belege, doch rechtfertigt unser Ortsname diese Vermutung: Dörfer mit der Endung '-sen' - wie zum Beispiel in unserem Heimatraum auch Neesen und Barkhausen - wurden in der Regel in dieser Zeit gegründet.
772 n. Chr. begann der Frankenkönig Karl der Große seinen Krieg gegen die Sachsen. Die Sachsen leisteten – unter Führung des Sachsenherzogs Wittekind – den Franken heftigen Widerstand. Doch schließlich erlahmte ihre Widerstandskraft und mit dem Sieg von Karl dem Großen wurde auch das Christentum verbreitet: Herzog Wittekind ließ sich 785 n. Chr. taufen.
Um den Sachsenherzog Wittekind rankt im Heimatraum die bekannte Sage über die Wittekindsquelle. Auch eine in der Nähe der Wittekindsquelle errichtete Kapelle trägt noch heute seinen Namen.
Sachsen wurde in acht Bistümer aufgeteilt.
Das Hochstift Minden, zu dem Holzhausen fortan gehörte, deckte sich etwa mit den Grenzen des heutigen Kreises Minden-Lübbecke und hatte viele Jahrhunderte Bestand. So gibt die auf der folgenden Seite abgedruckte Karte des Fürstentums Minden um 1800 eine klare Anschauung über die damaligen Grenzen.
Das Hochstift Minden gliederte sich in fünf landesherrliche Ämter, deren Verwaltungsmittelpunkte die fünf Landesburgen Schlüsselburg, Petershagen, Rahden, Reineberg und Schalksburg waren. Die Amtsbezirke waren in Vogteien unterteilt, die jeweils mehrere Kirchspiele und Bauernschaften umfassten. Holzhausen gehörte zur Vogtei Landwehr. Als Vogt wird Widukind erwähnt. Die Schirmvögte regelten die Angelegenheiten des Bistums und übten auch die Gerichtsbarkeit aus. In Holzhausen befand sich auch eines der fünfundzwanzig Rittergüter des Bistums.
Mit der Einführung des fränkischen Lehnswesens verloren die ursprünglich freien Bauern ihre Rechte und wurden abhängig und abgabenpflichtig. Holzhausen stand unter dem Einfluss des jeweiligen Mindener Bischofs. Diesem gehörte auch der Grund und Boden, welcher größtenteils aus Waldfläche bestand.
Geschichtlich interessante Orte in Holzhausen sind u. a. Gut Oheimb; Gut Amorkamp; ev. Kirche; Maschmeyers Mühle; Alter Postweg; die Grundschule; der Schnakenborn; Unterm Jugfernholz; Feldbrandstraße; Lehmstich; Alter Friedhof / Mahnmal und das Grabmal von Oheimb.
Ein ausführliche Darstellung der Geschichte und Entwicklung Holzhausens ist 1985 als Ortschronik Porta Westfalica Holzhausen - Im Wandel der Zeiten erschienen.

## Politik
Holzhausen bildet mit Hausberge den Bezirksausschuss I der Stadt Porta Westfalica.

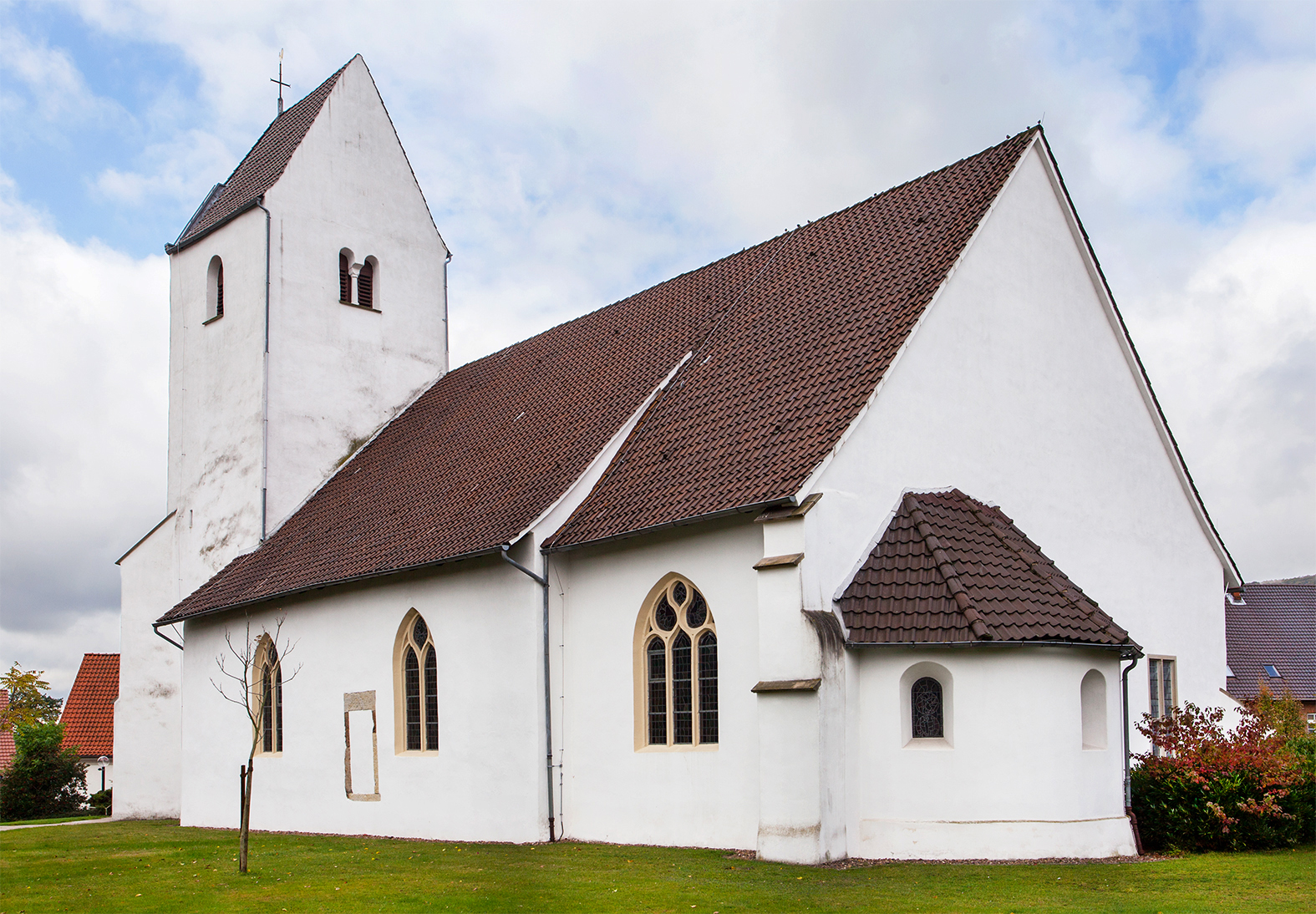
Evangelische Kirche Holzhausen

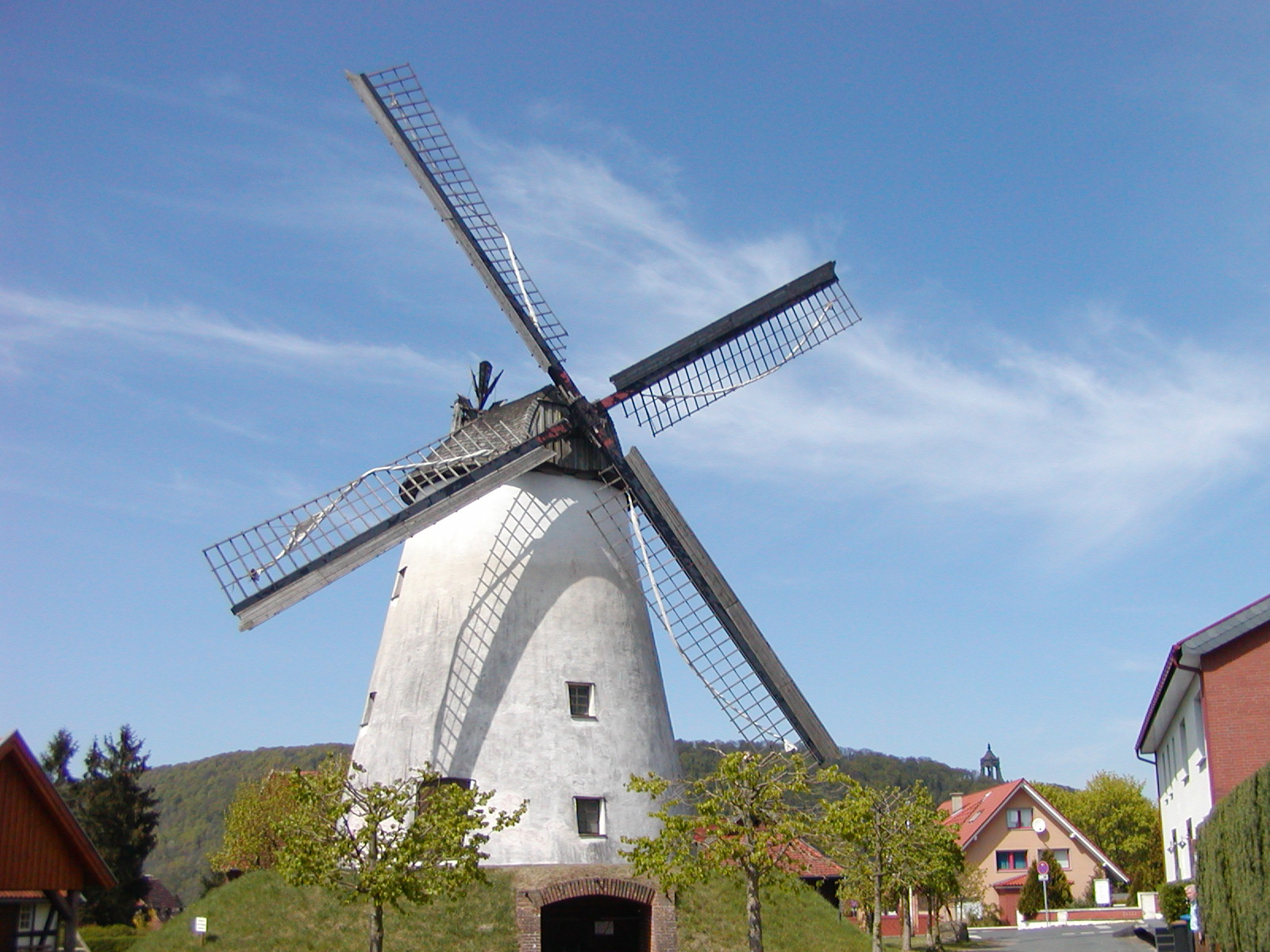
Windmühle

## Besondere Gebäude
Die im Ortszentrum gelegene evangelisch-lutherische Kirche stammt aus mittelalterlicher Zeit. Sie wurde im 17. Jahrhundert erweitert. Der Chorraum weist eine Bemalung mit Fresken auf; zentral dargestellt wird die Geißelung Christi.
Maschmeyers Mühle, so wird die Holzhauser Mühle genannt, ist bereits in alten Katasterunterlagen aus dem Jahre 1837 am Standort der heutigen Mühle eingezeichnet. Ob dies die heutige Mühle ist, steht nicht fest. Bis zum heutigen Tage ist das Baudatum des Wall-Holländers mit seinem verputzten konischen Bruchsteinturm nicht bekannt. Holzhausen ist mit seiner Mühle Teil der Westfälischen Mühlenstraße und der Mühlenroute.
Das Gut Oheimb ist ein derzeit leerstehendes ehemaliges Herrenhaus. Das um 1800 erbaute und unter Denkmalschutz stehende Grabmal von Oheimb befindet sich in direkter Nachbarschaft zur ehemaligen Wassermühle „Linken Mühle“ am Vennebach.
Das Gut Amorkamp. befindet sich in Privatbesitz. Das Herrenhaus des Gutes, ein ehemaliges Wasserschloss, steht heute unter Denkmalschutz.
Das Porta-Bad ist eine Freizeitanlage, bestehend aus einem Hallenbad, Freibad und einer Sauna-Landschaft.
Die Grundschule mit Sporthalle und Außenplatz gehört zum Grundschulverbund Holzhausen-Vennebeck.

## Verkehr
Holzhausen liegt an der Bundesstraße 482, der Bundesautobahn 2 (E 30), der Weser südlich des Wasserstraßenkreuzes (Weser-Mittellandkanal in Minden) und der Bahnstrecke Köln–Minden.

## Belege
1. 1 2  SV Porta Westfalica – Ortsteile. Abgerufen am 6. Oktober 2021.
2. ↑  Amtsblatt der Regierung Minden 1832, S. 134
3. ↑  Holzhausen I im Preußischen Gemeindelexikon von 1931
4. ↑  Holzhausen an der Porta im deutschen Gemeindeverzeichnis von 1940
5. ↑  Martin Bünermann, Heinz Köstering: Die Gemeinden und Kreise nach der kommunalen Gebietsreform in Nordrhein-Westfalen. Deutscher Gemeindeverlag, Köln 1975, ISBN 3-555-30092-X, S. 118.
6. ↑   „Porta Westfalica Holzhausen - Im Wandel der Zeiten“
7. ↑  Bezirksausschuss I - Hausberge/Holzhausen - SD.NET RIM 4. Abgerufen am 20. Juni 2019.
8. ↑  Amorkamp in der wissenschaftlichen Datenbank „EBIDAT“ des Europäischen Burgeninstituts